# Uścimów (gromada)
Uścimów – dawna gromada, czyli najmniejsza jednostka podziału terytorialnego Polskiej Rzeczypospolitej Ludowej w latach 1954–1972.
Gromady, z gromadzkimi radami narodowymi (GRN) jako organami władzy najniższego stopnia na wsi, funkcjonowały od reformy reorganizującej administrację wiejską przeprowadzonej jesienią 1954 do momentu ich zniesienia z dniem 1 stycznia 1973, tym samym wypierając organizację gminną w latach 1954–1972.
Gromadę Uścimów z siedzibą GRN w Uścimowie (od 2012 nazwa Stary Uścimów) utworzono – jako jedną z 8759 gromad na obszarze Polski – w powiecie włodawskim w woj. lubelskim na mocy uchwały nr 17 WRN w Lublinie z dnia 5 października 1954. W skład jednostki weszły obszary dotychczasowych gromad Uścimów Stary, Uścimów Nowy, Głębokie, Maśluchy i Krasne ze zniesionej gminy Uścimów w tymże powiecie. Dla gromady ustalono 25 członków gromadzkiej rady narodowej.
29 lutego 1956 do gromady Uścimów włączono kolonię Bobryk z gromady Orzechów Nowy w tymże powiecie.
1 stycznia 1957 gromadę włączono do powiatu parczewskiego w tymże województwie.
1 stycznia 1960 do gromady Uścimów włączono obszar zniesionej gromady Jedlanka Stara oraz kolonię Orzechów ze zniesionej gromady Orzechów Nowy w tymże powiecie.
Gromada przetrwała do końca 1972 roku, czyli do kolejnej reformy gminnej. 1 stycznia 1973 – tym razem w powiecie parczewskim – reaktywowano gminę Uścimów (od 1999 gmina Uścimów znajduje się w powiecie lubartowskim w woj. lubelskim).